# Тренчин
Тренчин (на словашки: Trenčín) е град в Словакия. Населението му е 54 458 жители (по приблизителна оценка от декември 2021 г.), а площта му е 81,996 кв. км. Намира се в часова зона UTC+1. Пощенският му код е 91101, а телефонния +421 – 32.